# Macieira da Maia
Macieira da Maia, oder nur Macieira, ist eine Gemeinde im Nordwesten Portugals.
Macieira da Maia gehört zum Kreis Vila do Conde im Distrikt Porto, besitzt eine Fläche von 5,9 km² und hat 2491 Einwohner (Stand 19. April 2021).